# Зміївська паперова фабрика
Зміївська паперова фабрика — підприємство целюлозно-паперової промисловості в Змієві Харківської області.
Заснована у 1893 році.
Єдине в Україні підприємство з переробки композитної упаковки типу Tetra Pak.

## Історія
6 лютого 1891 року купці Василь та Іван Монакови подали в будівельне відділення Харківського губернського правління прохання про дозвіл будівництва паперової фабрики при слободі Піски Зміївського повіту.
Навесні 1891 року почалося будівництво фабрики.
Вже через два роки лікарське відділення Харківського губернського правління дало дозвіл на її промисловий пуск, який і відбувся 16 грудня 1893 року.
Технологічний цикл забезпечувався двома паровими котлами з робочим тиском пари 5 атмосфер, паровою машиною потужністю 6 кінських сил і двома водяними турбінами. Сировиною для вироблення обгорткового паперу слугувало ганчір'я, деревна маса, солома злакових рослин і макулатура. Добове вироблення паперу становило 200 пудів, або 3,2 тонни, скидання стічних вод — приблизно 300 кубічних метрів.
Для отримання деревної маси брати Монакови в 1896 році відкрили деревний завод на хуторі Різдвяному, Шелудьківською волості, який знаходився в двадцяти кілометрах вгору за течією річки, від фабрики. Завод працював 9 місяців в році і переробляв від 5 до 7,5 кубометра дров на добу; чисельність робітників — 15 осіб.
До 1910 року транспортування вантажів здійснювалося по воді за допомогою двох невеликих буксирних катерів і декількох барж по річці Сіверський Донець від фабрики до маєтку Різдвяне і від маєтку Різдвяне до Чугуєва, де знаходилася залізнична станція.
У 1913 році обсяг виробництва склав 3,3 тисячі тонн обгорткового паперу.
У 1914 році фабрика, що належала вже в той час купцеві Мошкевічу, згоріла. При її відновленні багато виробничого обладнання було замінено на нове, також був побудований новий двоповерховий корпус.
У 1916 встановлена папероробна машина, на якій освоїли виробництво курильного паперу «Верже».
У 1929 році на фабриці приступили до встановлення й налагодження другої папероробної машини.
7 листопада 1931 був здійснений пуск, а з січня 1932 почався планомірний випуск цигаркового паперу.
Разом з розширенням виробничих потужностей вирішувалися питання поліпшення умов праці і побуту та охорони здоров'я працівників. З цією метою в окремих цехах були обладнані душові, в селищі відкриті лазня, медпункт, їдальня, клуб, початкова школа, побудовані чотири двоповерхові будинки.
Поступово фабрика вийшла на проектну потужність і в 1940 році виробила 2015 тонн цигаркового паперу.
Величезний матеріальний збиток нанесла підприємству Друга Світова війна. У вересні 1941 року все технологічне, енергетичне та механічне обладнання було демонтовано і евакуйовано в Косино Кіровської області на Косіновську паперову фабрику. Будівля фабрики сильно постраждала, було зруйновано головний корпус та підірвано димову трубу.
Після звільнення міста Зміїв від німецьких выйськ з 10 жовтня 1943 почалися роботи по відновленню фабрики і житлового селища. Перша черга їх закінчена достроково, і у вересні 1945 року на одній папероробній машині була дана перша післявоєнна продукція.
Друга черга відновлювальних робіт закінчена також достроково, в березні 1946 пущена друга папероробна машина.
У 1962 році освоєно виробництво паперу — основи копіювальної (КО-14), а в 1968 — сигаретної.
В 1992 році Зміївська паперова фабрика виробила 3285 тонн паперу проти 2 тисяч тонн в 1950.
З 1974 по 1993 рік було освоєно відбілювання маси гіпохлоритом натрію, новий напускний пристрій, механізована подача вибіленої маси, встановлена лінія конічних млинів, замінені два виручених кульових котла для лляного волокна, освоєні нові відцентрові очисники, завершена реконструкція очисних споруд, реконструйовано сировинної ділянку, папероробну машину № 1, встановлено шість дискових млинів, механізоване завантаження сировини в варильні котли, побудовано і введено в експлуатацію компресорну станцію.
У 1985 році з метою розширення асортименту товарів народного споживання була встановлена і освоєна машина для виготовлення крепованого паперу.
У період з 1960 по 1980 роки в фабричному селищі були побудовані 10 житлових будинків, гуртожиток, дитячий садок, їдальня на 50 посадочних місць, два магазини, реконструйовані клуб, лазня, стадіон, зона відпочинку на березі річки Сіверський Донець, амбулаторія з добре оснащеною лабораторією і аптекою, відділення зв'язку і ощадкаса.
На базі Зміївської паперової фабрики створено підприємство з залученням іноземних інвестицій ТОВ «Кронек-Харків». Рисою технології виробництва є використання вторинної сировини — макулатури та відходів упаковки Tetra-Pack. Потужності проекту дозволяють утилізувати шляхом переробки понад 1000 тонн відходів на місяць. Збір і переробка відходів запобігає забрудненню навколишнього середовища і вирубці лісів. Фабрика виробляє широкий асортимент пакувальних видів паперів, крафт-папір, обгортковий папір, а також папер для друку — писальний, газетний, газетно-офсетний.
У 2007 році підприємство розпочало виробництво крепованих видів паперів, які використовуються в кондитерській промисловості і дизайнерських роботах.